# Weston Homes Community Stadium
Weston Homes Community Stadium – stadion piłkarski w Colchesterze, w Anglii, w Wielkiej Brytanii. Swoje mecze rozgrywa na nim klub Colchester United F.C. Posiada cztery wolno stojące i zadaszone trybuny mogące pomieścić 10 084 widzów. Obiekt powstał w latach 2007–08 i zastąpił stadion Layer Road.